# Chiloscyphus dissitifolius
Chiloscyphus dissitifolius là một loài rêu tản trong họ Lophocoleaceae. Loài này được (Herzog & Grolle) Hentschel & J. Heinrichs mô tả khoa học lần đầu tiên năm 2007.